# Pliesko pod Skokom
Pliesko pod Skokom (polsky Staw pod Skokiem) je ledovcové jezero v Mlynické dolině ve Vysokých Tatrách na Slovensku. Leží nad dolinným prahem Mlynické doliny pod vodopádem Skok. Má rozlohu 0,0515 ha. Je 42 m dlouhé a 16 m široké. Leží v nadmořské výšce 1690 m.

## Okolí
Jeho název vyplývá z bezprostřední blízkosti vodopádu Skok. Na východě se zvedá vedlejší hřebínek Patrie. Jihovýchodním směrem od jezírka se v hřebeni Bašt tyčí Veža nad Skokom (1865 m).

## Vodní režim
Plesem protéká ze severu na jih potok Mlynica. Ze západního úbočí přitéká nepravidelný potok od Sedla nad Skokom. Břehy jsou porostlé kosodřevinou a horskými bylinami.

## Přístup
Pleso je přístupné po  žluté turistické značce celý rok od Štrbského plesa kolem hotelu FIS. Vrátit se je možné stejnou cestou nebo v období od 16. června do 31. října pokračovat přes Bystrou lávku do Furkotské doliny.